# Primăria veche din Bistrița
Primăria veche este un monument de arhitectură din Bistrița.

## Istoric
Primăria veche („Domus Consitorialis") a înlocuit vechea Casă a Sfatului, care a ars, împreună cu întreaga arhivă, în anul 1457. În urma amplelor lucrări de renovare de la mijlocul secolului al XVI–lea s–a ajuns la forma actuală, deoarece în planul orașului din anul 1750 clădirea apare în forma și dimensiunile de azi.
În anul 1808 au fost reparate etajul și fațada, anul fiind înscris în balustrada de fier forjat a balconului. Alte reparații de anvergură, au fost efectuate între anii 1930–1933, atunci când a fost reamenajat întregul centru civic de atunci al orașului. Poarta de lemn de la intrare, ce are un gang carosabil, a fost executată în anul 1909.
Clădirea a funcționat ca sediu de primărie până în anul 1983; ulterior a fost atribuită spre folosință Muzeului Județean (între anii 1983 și 1986) și apoi altor instituții.

## Imagini

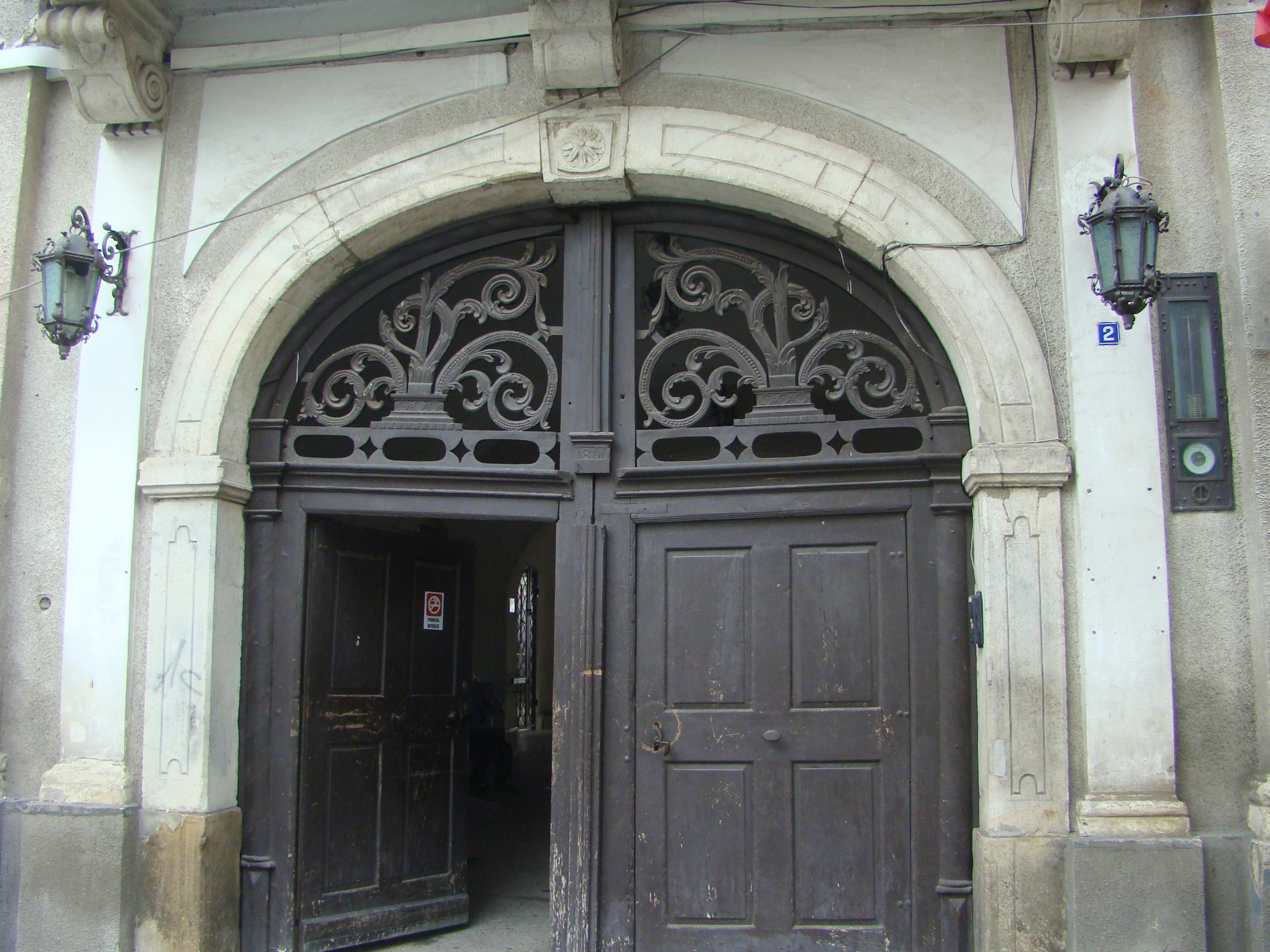
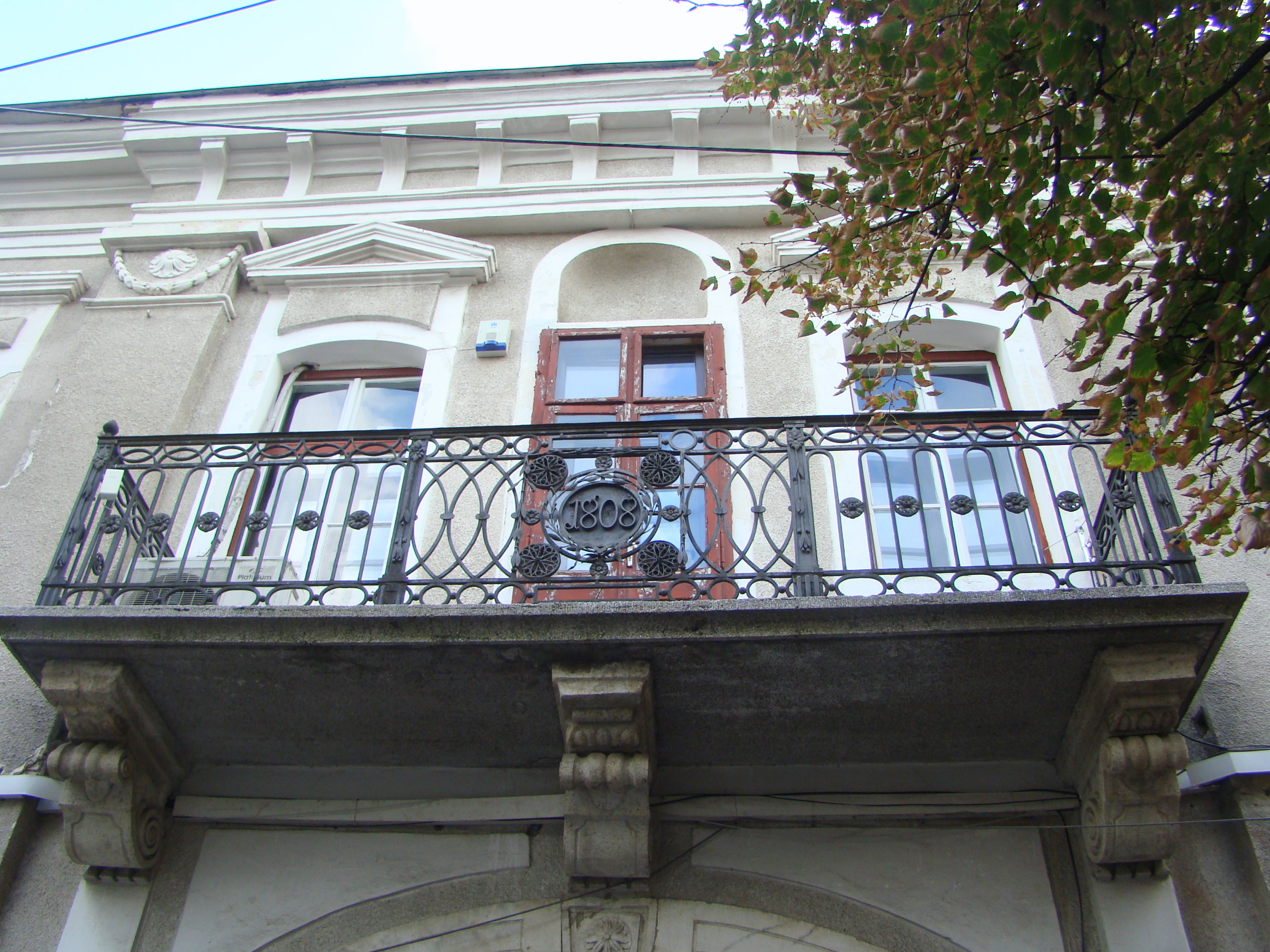
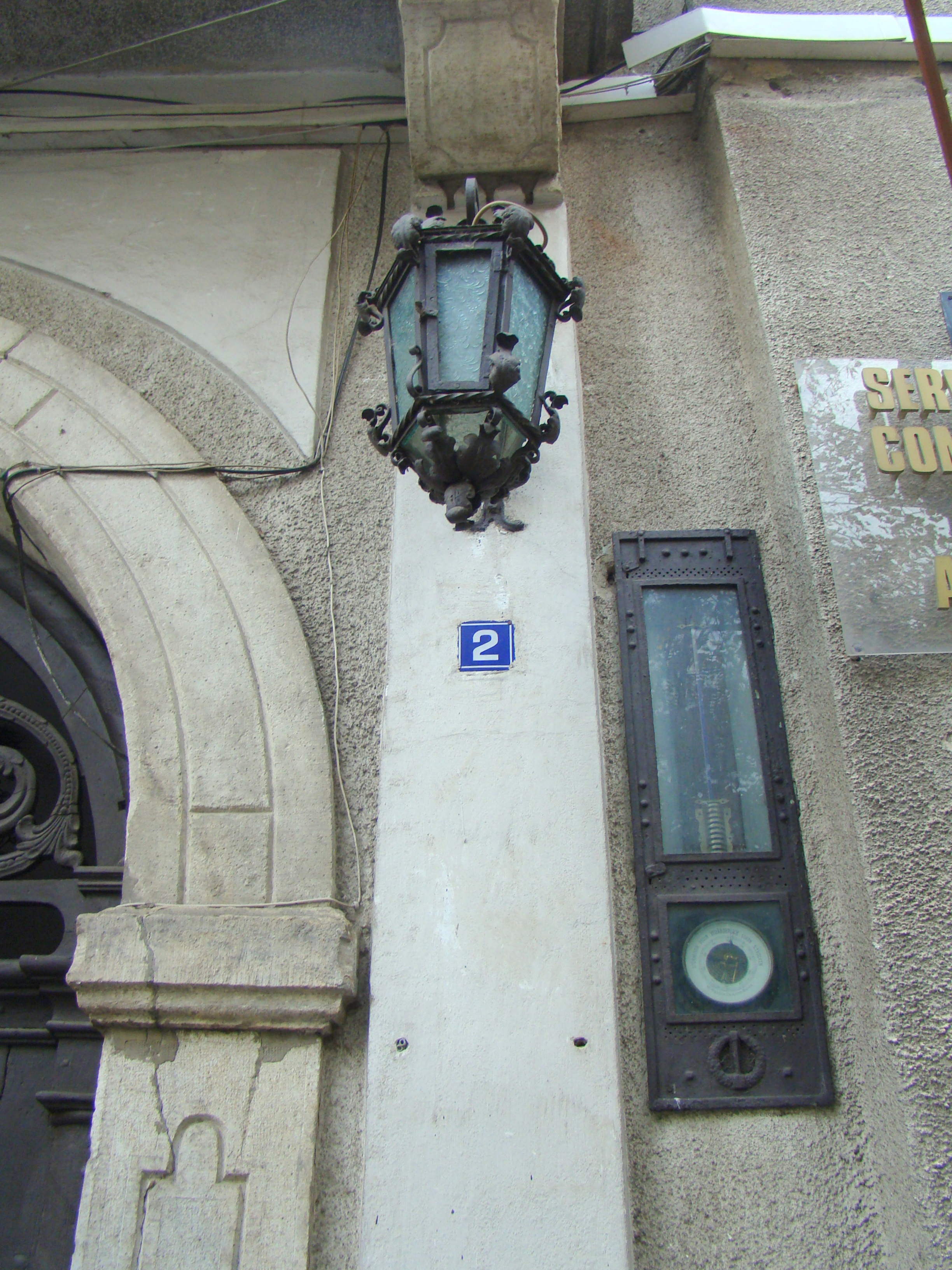
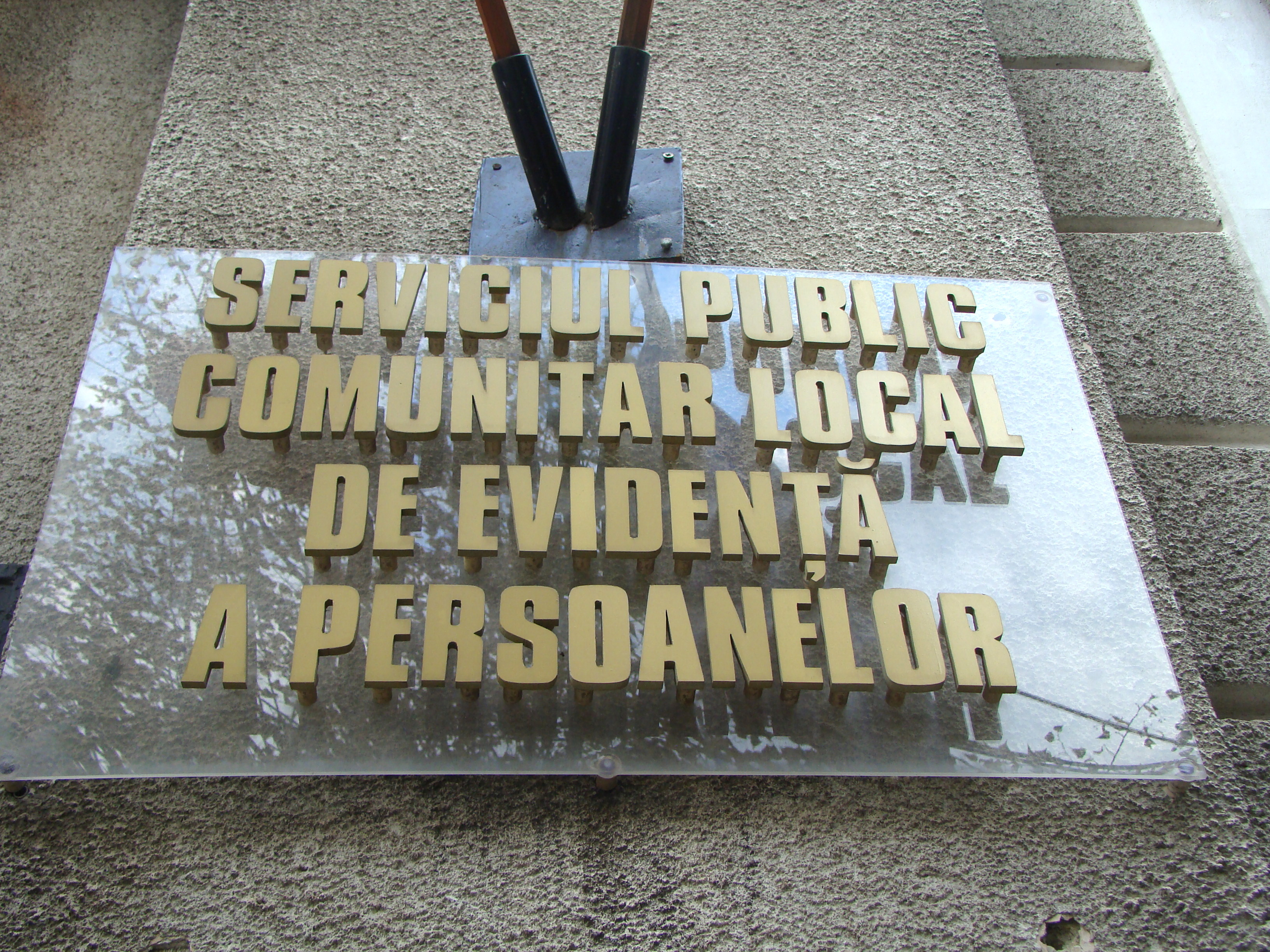